# Amphiascus ampullifer
Amphiascus ampullifer är en kräftdjursart som först beskrevs av Humes 1953.  Amphiascus ampullifer ingår i släktet Amphiascus och familjen Diosaccidae. Inga underarter finns listade i Catalogue of Life.